# Verseilung
Verdrillung bezeichnet das Gegeneinanderverwinden und das schraubenförmige Umeinanderwickeln von Fasern oder Drähten. Bei der Verdrillung von Drähten und in der Fernmeldetechnik spricht man auch von Verseilung. Typische Anwendung bei elektrischen Leitungen ist das Twisted-Pair-Kabel, wie es im Bereich von Ethernet verwendet wird.
Bei einer verdrillten Leitung tauschen die einzelnen Leiter eines Stromkreises entweder in ihrem ganzen Verlauf (bei Kabeln) oder an bestimmten Punkten (bei Freileitungen) ihren Platz zueinander. Durch die Verdrillung wird die gegenseitige Beeinflussung von elektrischen Leitern reduziert. Die Verdrillung ist eine wirksame Maßnahme zur Reduktion induktiv eingekoppelter Gegentaktstörungen.

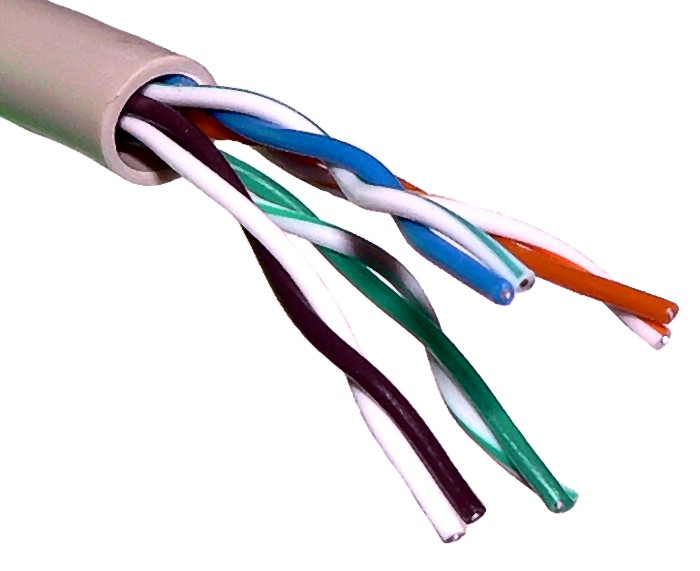
8 paarweise verdrillte Adern ergeben 4 Paare bzw. 4 Doppeladern
(Twisted-Pair-Kabel)

## Kommunikationstechnik

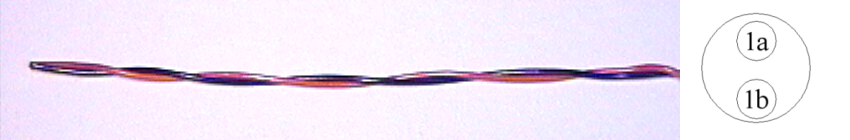
Paarverseilung

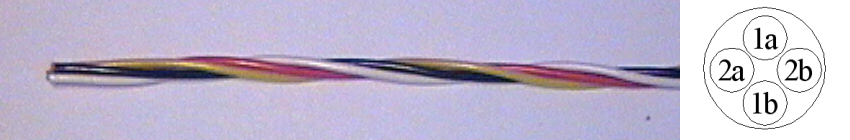
Viererverseilung
(Telefonkabel J-Y(St)Y 2-paarig)

In der Fernmeldetechnik wird die Verseilung zur Verminderung der Übersprechkopplung eingesetzt. Das wesentliche Maß bei der Verseilung ist der Drall – auch Dralllänge, Drallschritt oder Schlaglänge genannt. Der Drall ist die Ganghöhe oder Steigung der Schraubenlinie, die sich bei der Verseilung der Drähte ergibt und hat Einfluss auf die Leitungsbeläge. Durch die Verseilung werden die Einzeladern länger als das Kabel selbst. Der Verseilungsfaktor gibt das Verhältnis Einzeladerlänge zu Kabellänge an; er beträgt bei Fernmeldekabeln etwa 1,02 bis 1,04.

### Verseilungsarten
In der Praxis kommen folgende Verseilungsarten öfter vor:

#### Paarverseilung
Zwei Einzeladern sind zu einem Adernpaar (Doppelader) verseilt. Typische Anwendungen von Paarverseilung sind z. B.
- Netzwerkkabel mit 4 Paaren.
- Telefon-Installationskabel
  - J-Y(St)Y (ab 3-paarig, 2-paarig ist viererverseilt)
  - G51 (ab 1 Paar, Schweiz)
  - F-YAY (ab 1 Paar, Österreich)

#### Dreierverseilung
Drei Einzeladern sind zu einer Dreiergruppe verseilt. Schaltkabel in Dreierverseilung wurden z. B. früher in analogen Telefon-Vermittlungsstellen verwendet. 

#### Viererverseilung
Typische Anwendungen finden sich im Artikel Viererverseilung.
- Sternverseilung (Sternvierer)
Vier Einzeladern haben an jeder Stelle der Verseilung die gleiche Lage zueinander, wobei sich die Adern eines Adernpaares (Doppelader) einander diagonal gegenüberstehen.
Im Sternvierer verseilte Kabel haben gegenüber paarweise verseilten Kabeln folgende Vorteile:
 Höhere Packungsdichte und niedrigere Dämpfung durch niedrigere Betriebskapazität der Paare.
- Dieselhorst-Martin-Verseilung (DM)
 Eine spezielle, seit Jahrzehnten veraltete Art des Vierers in Telefon-Fernkabeln (siehe Artikel Viererverseilung).

Sowohl im Stern- als auch im DM-Vierer ist die zusätzliche Übertragung eines dritten Sprechkreises mittels Phantomschaltung möglich. Diese Technik ist heute kaum noch von Bedeutung.

### Entstörung durch Verdrillung

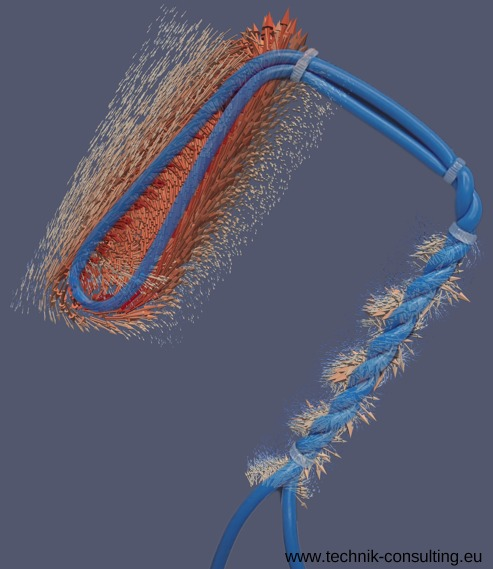
Visualisierung des Magnetfeldes eines verdrillten und unverdrillten Kabels. Das Magnetfeld des verdrillten Kabels ist deutlich schwächer, obwohl der elektrische Strom überall gleich ist.

Die Verdrillung bewirkt, dass eine durch ein Magnetfeld induzierte Störspannung reduziert wird. Durch das Verdrillen zählen die zwischen den Drähten aufgespannten Teilflächen abwechselnd negativ und positiv. Bei Integration einer magnetischen Flussdichte {\displaystyle {\vec {B}}} über alle Teilflächen {\displaystyle {\vec {A}}} wird der wirksame magnetische Fluss {\displaystyle \Phi }, aus dem die induzierte Spannung folgt, sehr gering oder im Idealfall zu Null, so dass die induzierte Störspannung stark reduziert wird. Für den Fluss gilt:
{\displaystyle \Phi =\int \limits _{A}{\vec {B}}\cdot \mathrm {d} {\vec {A}}}
Für die induzierte Spannung gilt:
{\displaystyle U_{i}=-{\frac {\mathrm {d\Phi } }{\mathrm {d} t}}=-{\frac {\mathrm {d} }{\mathrm {d} t}}\cdot \left(\int \limits _{A}{\vec {B}}\cdot \mathrm {d} {\vec {A}}\right)}

## Energietechnik

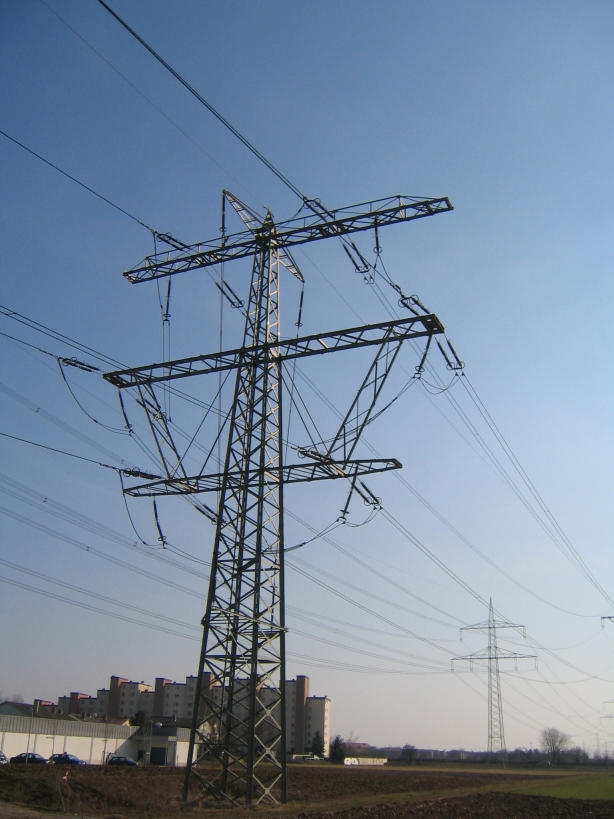
Verdrillmast der Nord-Süd-Leitung

Auch bei elektrischen Freileitungen werden die Leiterseile verdrillt, um Übertragungsverluste zu minimieren. Da es technisch zu aufwendig wäre, die Verdrillung kontinuierlich wie im Kabel auszuführen, werden stattdessen spezielle Verdrillmaste eingesetzt, an denen die Außenleiter ihre Positionen ändern. Zwischen zwei Verdrillmasten ist die Leitung unverdrillt. Es ist zwar auch möglich, die Verdrillung im Spannfeld zwischen zwei Masten auszuführen, dies hat jedoch mechanische Nachteile (geringerer Abstand der Leiter zueinander, höhere Windanfälligkeit). 
Durch die Verdrillung wird die Unsymmetrie der Leitung verringert, die zu unterschiedlichen kapazitiven Belägen gegenüber Erde in Drehstromsystemen führen kann. Diese Symmetrierung der Erdkapazitäten ist zur Anwendung der Erdschlusskompensation wesentlich. 
Bei längeren Freileitungen ohne Abzweige folgt die Verdrillung meist einem festgelegten Verdrillschema, die Verdrillmaste sind dabei regelmäßig verteilt. Aber bei eng vermaschten Netzen und Parallelführung unterschiedlicher Stromkreise – insbesondere mit mehreren Spannungsebenen auf denselben Masten – kann die gegenseitige Beeinflussung dazu führen, dass von den Verdrillschemata deutlich abgewichen werden muss. In solchen Anlagen sind häufig Verdrillstellen an Masten unmittelbar vor der Einführung in die Schaltanlage anzutreffen, damit in der Schaltanlage mit kreuzungsfrei angeordneten Außenleitern (L1/L2/L3) gearbeitet werden kann, obwohl diese Anordnung auf der Leitungstrasse nachteilig wäre. 
Wenn sich die gegenseitige Beeinflussung von Stromkreisen durch einen Netzumbau ändert, ist es oft auch erforderlich, die Position oder Anzahl der Verdrillstellen den geänderten Verhältnissen anzupassen.

## Technische Mechanik
Die Verdrillung, auch relativer Verdrehwinkel genannt, gibt für einen auf Torsion beanspruchten Stab an, wie stark sich sein Querschnitt verdreht, bezogen auf die Länge:
{\displaystyle \varphi _{\text{rel}}={\frac {\varphi }{l}}}
mit
- dem absoluten Verdrehwinkel {\displaystyle \varphi }
- der Stablänge {\displaystyle l}